# Lorenzino de' Medici (film 1935)
Lorenzino de' Medici è un film del 1935 diretto da Guido Brignone.
La pellicola è ispirata alle vicende realmente accadute nella Firenze della prima metà del Cinquecento, e già descritte nell'opera teatrale Lorenzaccio di Alfred de Musset.

## Trama
Firenze, XVI secolo. Lorenzino de' Medici spadroneggia insieme ad Alessandro, signore della città, per impedire che l'amata Bianca Strozzi venga concupita o rapita dal suo compagno di bagordi, ordisce una congiura contro di lui, facendo leva sull'odio e sull'invidia di un suo soldato. Il duca Alessandro muore. Lorenzino fugge a Venezia dove viene assassinato da un sicario di Cosimo de' Medici.

## Distribuzione
All'estero il film è conosciuto anche col titolo The magnificent rogue.

## Accoglienza

### Critica
"Brignone ci presenta il personaggio soltanto come intrigante politico, limitando il dramma, inoltre, ai pochi mesi della sua vita fiorentina che precedono l'assassinio di Alessandro. Poco, perché i non informati riescano a farsi un'idea di quello che fu chiamato l'emulo di Bruto e delle ragioni che lo spinsero a far causa comune con i fuoriusciti e a sfruttare per suoi fini personali gli avvenimenti. Dal punto di vista cinematografico il film non è privo di qualità, pur slegato com'è, interessa e ha scene ben impostate e drammaticamente efficaci. Manca piuttosto di originalità così come nelle scene di massa è sciatto, il meglio sono gli interpreti scelti tra i più valenti del teatro di prosa, e per loro merito l'opera si sostiene e ha prestigio." (Enrico Roma, "Cinema Illustrazione", 13 marzo 1935).

## Curiosità
- Il protagonista Alexander Moissi (che nei titoli venne accreditato italianizzato in Alessandro Moissi) era un attore cinematografico austriaco d'origine albanese, molto famoso in quegli anni in tutta Europa; questo fu il solo film che girò in Italia.
- Il film è stato girato negli stabilimenti romani della Cines.
- Nei titoli di testa compare la scritta Costumi su disegni del Pittore Gino Carlo Sensani.